# Luis Muriel
Luis Fernando Muriel Fruto (* 16. April 1991 in Santo Tomás) ist ein kolumbianischer Fußballspieler, der bei Orlando City in den USA unter Vertrag steht.

## Karriere

### Verein
Luis Muriel begann seine Profikarriere im Jahr 2009 beim kolumbianischen Verein Deportivo Cali, für den er bis zum Jahre 2010 elf Spiele absolvierte und dabei neun Tore erzielen konnte. Aufgrund dieser beeindruckenden Trefferquote wurden schnell europäische Vereine auf ihn aufmerksam. Im Sommer 2010 entschied er sich für einen Wechsel zu Udinese Calcio in die italienische Serie A. Um vor seinem Engagement bei Udinese noch Spielpraxis zu sammeln und ein Gefühl für den europäischen Fußball zu entwickeln wurde er an den FC Granada, der zu dieser Zeit in der Segunda División spielte, ausgeliehen. Bei Granada brachte er es in einem Jahr auf lediglich sieben Einsätze, die ohne Torerfolg blieben. Als sein Leihvertrag 2011 auslief, wurde er direkt zur US Lecce weiterverliehen. Dort kam er in einer Saison 29-mal zum Einsatz und traf siebenmal ins gegnerische Tor. 
Im Sommer 2012 kehrte er schließlich zu Udinese zurück und verlängerte im September 2012 seinen Vertrag prompt um fünf Jahre. In den Play-off-Runden für die UEFA Europa League 2013/14 erzielte er im Spiel gegen NK Široki Brijeg zwei Tore.
Im Januar 2015 unterzeichnete Muriel einen Vertrag bis 2019 beim Ligakonkurrenten Sampdoria Genua. Nach zwei Jahren verließ er Italien in Richtung Spanien und schloss sich dem FC Sevilla an. Bei den Andalusiern unterschrieb er einen Fünfjahresvertrag. Die Ablöse lag bei ca. 20 Millionen Euro und kann durch Bonuszahlungen noch erhöht werden.
Am 1. Januar 2019 wechselte Muriel bis zum Ende der Saison 2018/19 auf Leihbasis zur AC Florenz. Anschließend wechselte er für 15 Millionen Euro zu Atalanta Bergamo, wo er seit dem 1. Juli 2019 unter Vertrag steht.
Mitte Februar 2024 wechselte er zu Orlando City in die MLS.

### Nationalmannschaft
Muriel wurde 2012 das erste Mal in die kolumbianische Nationalmannschaft berufen und debütierte beim verlorenen WM-Qualifikationsspiel gegen Ecuador am 10. Juni 2012. Sein erstes Tor für die Mannschaft erzielte er ein Jahr später im Freundschaftsspiel gegen Guatemala. Bei der Weltmeisterschaft 2014 in Brasilien gehörte er nur zum erweiterten Kader. Bei der Copa América 2015 gehörte er wieder zum Kader. 
Bei der Fußball-Weltmeisterschaft 2018 in Russland gehörte er zum kolumbianischen Aufgebot. Er kam zu zwei Einsätzen und schied mit der Mannschaft im Achtelfinale gegen England im Elfmeterschießen aus.

## Erfolge
Persönliche Auszeichnungen
- Italiens Nachwuchsspieler des Jahres: 2012
- Spieler des Monats der Serie A: April 2021
- Team des Jahres der Serie A: 2021